# 大洼区
大洼区是辽宁省盘锦市下辖的一个市辖区。因地势低洼而得名。區政府駐大窪街道紅海灘大街66號。

## 历史沿革
秦属辽东郡。
东汉置辽东属国，别领昌黎、宾徒、徒河、无虑、险渎、房县六城，房县就在该境。
三国时期属魏之平州。
晋朝属平州玄菟郡。
南北朝时为营州望平县。
隋朝属高句骊。
唐朝属营州，后建渤海国，属显德府。
五代后期及宋地属。
辽时，北部属显州奉先军，南部归海州南海军。
金代，属北京路广宁府。
元代，分属广宁路和辽阳路。
明代，南部属海州卫，北部属广宁卫。
清代时，属海城县管辖。
民国时期，县域为盘山、营口县分治。
1964年，国务院批准设立大洼镇建制。
1975年11月9日，国务院批准设大洼县，隶属于辽宁营口市管辖。
1984年，国务院批准设立盘锦市时，大洼县改由盘锦市管辖。
2016年3月20日，国务院（国函[2016]第53号）批复同意，撤销大洼县建制，设立盘锦市大洼区

## 行政区划
大洼区下辖6个街道办事处、10个镇：
二界沟街道、大洼街道、田家街道、榆树街道、王家街道、于楼街道、田庄台镇、东风镇、新开镇、清水镇、新兴镇、西安镇、新立镇、唐家镇、平安镇和赵圈河镇。
辽政【2016】69号文件撤销大洼镇、王家镇、榆树镇，重组为大洼街道、榆树街道；田家镇、荣兴镇撤镇设街。盘政【2016】36号文件析田家街道为田家街道、前进街道；析大洼街道为大洼街道、向海街道。

## 人口
2021年，大窪區户籍總人口38.74萬人，常住人口42.6萬人。

## 交通
- 305国道过境。

## 名人
- 丛飞 “感动中国”人物
- 隋振江 北京市副市长
- 张作霖

## 全国重点文物保护单位
- 甲午战争田庄台遗址

## 国家级非物质文化遗产
- 古渔雁民间故事